# Chloraspilates minima
Chloraspilates minima är en fjärilsart som beskrevs av George Duryea Hulst 1898. Chloraspilates minima ingår i släktet Chloraspilates och familjen mätare. Inga underarter finns listade i Catalogue of Life.